# صفار قمی
ابوجعفر محمدبن حسن بن فروخ، معروف به صفار قمی (درگذشت ۲۹۰ ه‍.ق) از شیعیان و اصحاب حسن عسکری امام یازدهم شیعه بوده‌است و با او مکاتباتی داشته‌است. علمای بزرگ شیعه بمانند شیخ طوسی، نجاشی و علامه حلی او را تصدیق نموده‌اند و او را عظیم القدر شمرده‌اند. آنان صفار قمی را در روایت «قلیل السقط» دانسته‌اند. بصائرالدرجات از آثار او است که از کتابهای معتبر و مورداعتماد شیعه است. این کتاب مورد استفاده علمای شیعه مانند شیخ کلینی و مجلسی در بحارالانوار و حرّ عاملی در وسائل الشیعه بوده‌است. آنان ضمن تأیید این کتاب، آن را در زمره مراجع و مدارک خود آورده‌اند.

## زندگی
محمد بن حسن صفار قمی معروف به اعرج، از موالیان ایرانی‌تبار عیسی بن موسی بن طلحه اشعری بود و از همین رو نسبت اشعری داشت. سال وفاتش ۲۹۰ قمری مقارن با دوران غیبت صغری است.